# Maisonnay

Maisonnay este o comună în departamentul Deux-Sèvres, Franța. În 2009 avea o populație de 260 de locuitori.